# Solunsko kraljestvo
Solunsko kraljestvo (grško: Βασίλειον Θεσσαλονίκης) je bila kratkotrajna križarska država, ki so jo ustanovili po četrti križarski vojni  na ozemlju bivšega Bizantinskega cesarstva.

## Zgodovina

### Zgodovinsko ozadje
Po padcu Bizanca leta 1204 je vodja križarskega pohoda Bonifacij Montferraški pričakoval, da ga bodo križarji in Bizantinci proglasili za novega cesarja. Ker so Benečani menili, da so Bonifacijeve zveze z Bizantinskim cesarstvom premočne, saj je bil njegov brat poročen v bizantinsko cesarsko družino, zanje ni bil primeren kandidat. Potrebovali so nekoga, ki bi bil pod njihovim vplivom in bi ga laže obvladovali, zato so za cesarja novoustanovljenega Latinskega cesarstva izbrali Balduina Flandrijskega.

### Ustanovitev
Bonifacij je z nejevoljo sprejel Balduinovo izvolitev in se odločil, da bo zase osvojil Solun, drugo največje mesto v Bizantinskem cesarstvu. Enake želje je imel tudi cesar Balduin, zato je prišlo do spora, v katerem je zmagal Bonifacij, ker je Benečanom odstopil Kreto in s tem dobil njihovo podporo. Solun je osvojil konec leta 1204 in ustanovil Solunsko kraljestvo, vendar vladarskega naslova »kralj« nikoli ni nosil. Kraljestvo je bilo vazalna država Latinskega cesarstva. 
Viri iz poznega 13. stoletja in 14. stoletja trdijo, da je Bonifacij svojo pravico do Soluna utemeljeval s trditvijo, da je Solun dobil njegov mlajši brat Renier, ko se je leta 1180 poročil z Marijo Komneno Porfirogeneto. 
Kraljestvo je zavzemalo ozemlje ob egejski obali Trakije, Tesalije in Makedonije, meje na celini pa so se zaradi stalnih vojn z Bolgari in Epirskim despotatom stalno spreminjale. Kraljestvo je na začetku stalno napadal tudi bizantinski cesar Aleksej III. Angel, ki je po padcu Bizanca pobegnil v Korint, vendar so ga Solunci kmalu porazili. Po zmagi nad Aleksejem III. je Bonifacij zasedel otok Evboja  (Évvoia), kjer je ustanovil vazalno gospostvo, potem pa je križarjem pomagal ustanoviti še Atensko vojvodino in Kneževino Ahajo. Tudi ti dve državi sta bili vazala Solunskega kraljestva.

### Langobardska vstaja
Bonifacijevo vladanje je trajalo manj kot dve leti, ker so ga 4. septembra 1207 ujeli in ubili Bolgari carja Kalojana. Kraljestvo je nasledil Bonifacijev sin Dimitrij, ki je imel komaj štiri leta, resnično oblast pa je imelo nižje plemstvo langobardskega porekla. Langobardski plemiči pod vodstvom regenta Oberta so načrtovali, da na prestol posadijo Bonifacijevega starejšega sina Viljema VI. Montferraškega. Njihov poskus  je preprečil cesar Henrik Flandrijski,  ki se je leta 1209 z vojsko odpravil proti Sulunu in upornike prisilil k poslušnosti, Dimitrijevega regenta Oberta pa je zamenjal s svojim bratom Evstahijem.

### Vojna proti Epirju in propad kraljestva
Zmedo v državi je izkoristil epirski despot Mihael I. Komnen Dukas (1205-1214), ki je bil uradno Bonifacijev zaveznik. Leta 1210 je skupaj z Bolgari napadel Solun. Henrik Flandrijski je oba nasprotnika porazil in z njima sklenil premirje, toda Mihael I. je leta 1214 umrl in po njegovi smrti je kraljestvo ponovno napadel Mihaelov brat Teodor Komnen Dukas (1214-1230). V naslednjih devetih letih je Teodor postopoma osvojil celotno solunsko ozemlje, razen Soluna, ker ga Latinsko cesarstvo zaradi stalnih vojn z vse močnejšim Nikejskim cesarstvom ni moglo braniti. 
Leta 1224 je postal Dimitrij polnoleten in je sam prevzel oblast, toda Teodorju je takrat končno uspelo zavzeti Solun in Solunsko kraljestvo je postalo del Epirskega despotata.

## Kralji Solunskega kraljestva
- Bonifacij I. Montferraški (1204–1207)
- Dimitrij Montferraški  (1207–1224)
  - Oberto II. Biandraški (1207–1209), regent
  - Evstahij Flandrijski (1209–1216), regent
  -  ? (1216–1224), regent

## Naslovni kralji Solunskega kraljestva
Naslovni upravičenci do solunske krone so bili vse do leta 1284 člani družine Montferrat, po letu 1266 pa poleg njih tudi burgundijski vojvode. Cesar Baldvin II. Bizantinski je namreč kraljevski naslov obljubil Hugu IV., če ponovno osvoji Latinsko cesarstvo.
- Dimitrij Montferraški (1224–1230)
- Friderik II., cesar Svetega Rimskega cesarstva (1230–1239)
- Bonifacij II. Montferraški (1239–1253 )
- Viljem VII. Montferraški (1253–1284 )

in
- Hugo IV., vojvoda Burgundije (1266–1271, rivalski upravičenec 1266-1271
- Robert II. Burgundski (1273–1305, rivalski upravičenec 1271-1284)
- Hugo V. Burgundski (1305–1313)
- Ludvik Burgundski (1313–1316)
- Eudes IV. Burgundski (1316–1320), ki je svoje pravice leta 1230 prodal
- Ludviku I. Bourbonskemu (1320)